# Congreso de la República del Perú
El Congreso de la República del Perú es el órgano legislativo unicameral del país. Su composición y atribuciones se detallan en el Capítulo I del Título IV de la Constitución de Perú. Está compuesto por 130 miembros asignados a distritos electorales basados en los datos de población del padrón electoral peruano, incluyendo dos circunscripciones especiales: La provincia de Lima y los peruanos residentes en el extranjero. La delegación de la provincia de Lima es la más numerosa, con 33 representantes según el censo de 2017. El presidente del Congreso, elegido por sus miembros y normalmente el líder del partido mayoritario, preside las sesiones. Junto con el presidente, tres vicepresidentes son elegidos por la coalición gobernante. 
El Congreso es responsable de promulgar leyes y resoluciones legislativas, así como de interpretar, modificar o derogar las leyes vigentes. Ratifica los tratados internacionales, aprueba el presupuesto nacional y autoriza los préstamos nacionales. Además, el Congreso puede destituir a funcionarios del gobierno, incluido el propio presidente, consentir la entrada de tropas extranjeras y autorizar al presidente a viajar al extranjero. Las sesiones del Congreso se celebran en el Palacio Legislativo de Lima.
Debido a la amplia interpretación de la disposición sobre vacancia por «incapacidad moral» de la Constitución de 1993, el Congreso posee de facto la autoridad para destituir al presidente sin causa objetiva. Un fallo del Tribunal Constitucional en febrero de 2023, un órgano cuyos miembros fueron nombrados directamente por el Congreso en ese entonces, limitó los casos en que el Poder Judicial puede controlar sus actos. Esta decisión ha otorgado al Congreso un control invasivo, no acorde al sistema presidencial, sobre el Gobierno del Perú y algunos organismos constitucionales autónomos. Además este puede anular las observaciones presidenciales a la legislación por mayoría absoluta de votos, a diferencia de lo que ocurre en otros Estados con régimen presidencial, que requieren una mayoría superior. No solo el Poder Ejecutivo no puede defenderse, sino que, según Aldo Vásquez, el Congreso ha roto el Estado de derecho en el país debido a que las decisiones parlamentarias estarían amparadas por el Tribunal. Estas facultades posicionan efectivamente al poder legislativo como más poderoso que el poder ejecutivo.
Desde las elecciones generales peruanas de 2021, los partidos de derecha han mantenido la mayoría en el Congreso. El mayor partido de izquierda, Perú Libre, se ha alineado con facciones conservadoras y fujimoristas dentro del Congreso, aprovechando su poder institucional.
El 6 de marzo de 2024, el Pleno del Congreso, con 91 votos a favor, aprobó la reforma constitucional que reestablece la bicameralidad y la reelección inmediata a partir de las próximas elecciones generales de 2026. El nuevo Parlamento estará conformado por un Senado de 60 miembros y una Cámara de Diputados de 130.

## Aspecto constitucional

### Naturaleza del Congreso
El artículo 90 de la Constitución Política de 1993 establece que el número de congresistas es de 130 (ciento treinta). El Congreso de la República se elige por un período de cinco años mediante un proceso electoral organizado conforme a ley.
Para las elecciones parlamentarias de 2021, los escaños a elegir fueron distribuidos en veintisiete circunscripciones electorales, como sigue:
| Circunscripciones                                                                              | Escaños | Mapa |
| ---------------------------------------------------------------------------------------------- | ------- | ---- |
| Lima                                                                                           | 33      |      |
| La Libertad y Piura                                                                            | 7       |      |
| Arequipa y Cajamarca                                                                           | 6       |      |
| Áncash, Cusco, Junín, Lambayeque y Puno                                                        | 5       |      |
| Callao, Ica, Lima Provincias, Loreto y San Martín                                              | 4       |      |
| Ayacucho, Huánuco y Ucayali                                                                    | 3       |      |
| Amazonas, Apurímac, Huancavelica, Moquegua, Pasco, Residentes en el Extranjero, Tacna y Tumbes | 2       |      |
| Madre de Dios                                                                                  | 1       |      |

### Órganos del Congreso

#### Comisión Permanente
La Comisión Permanente está presidida por el presidente del Congreso y está conformada por no menos de veinte congresistas elegidos por el Pleno, guardando la proporcionalidad de los representantes de cada grupo parlamentario. Ejerce sus funciones constitucionales durante el funcionamiento ordinario del Congreso, durante su receso e inclusive en el interregno parlamentario derivado de la disolución del Congreso.

#### Organización parlamentaria
De acuerdo con el artículo 26 del Reglamento del Congreso de la República, la organización parlamentaria se divide en los siguientes órganos:
- El Pleno: es la máxima asamblea deliberativa del Congreso, en el cual se debaten y se votan todos los asuntos y se realizan los actos que prevén las normas constitucionales, legales y reglamentarias
- El Consejo Directivo: está integrado por los miembros de la Mesa Directiva y los representantes de los Grupos Parlamentarios que se denominarán Directivos-Portavoces. El Consejo Directivo se conforma procurando guardar proporcionalidad a la que exista entre los Grupos Parlamentarios en la distribución de escaños en el Pleno del Congreso. El Consejo Directivo adopta los acuerdos para el desarrollo de actividades del Congreso, aprueba el presupuesto y la cuenta general del Congreso antes de presentarlos en el Pleno, aprueba la Agenda del Pleno, fija los tiempos de debates, entre otras funciones.
- La Presidencia: representa al Congreso, preside las sesiones del Pleno, de la Comisión Permanente y de la Mesa Directiva, dirigiendo los debates y las votaciones conforme a Ley. Firma junto a uno de los Vicepresidentes las autógrafas de las leyes nacionales, así como ejerce la facultad de promulgar leyes por insistencia (artículo 108 de la Constitución), entre otras.
- La Mesa Directiva: tiene a su cargo la dirección administrativa del Congreso y de los debates que se realizan en el Pleno, de la Comisión Permanente y del Consejo Directivo, así como la representación oficial del Congreso en los actos protocolares
- Las comisiones: grupos de trabajo que pueden ser ordinarios, de investigación y especiales.

#### Grupos parlamentarios
Los grupos parlamentarios son conjuntos de congresistas que comparten ideas o intereses comunes o afines, y se conforman de acuerdo con los partidos o alianzas de partidos que logren representación al Congreso, cuando sean más de seis parlamentarios. Luego de las elecciones, una vez asumen el cargo, los congresistas pueden cambiar de grupo parlamentario, formar nuevos o volverse independientes según lo deseen.

### Funciones del Congreso
De acuerdo con el artículo 102 de la Constitución, las atribuciones del Congreso son:
1. Emitir leyes y resoluciones legislativas, así como interpretar, modificar o derogar las existentes.
2. Velar por el respeto de la Constitución y de las leyes, y disponer lo conveniente para hacer efectiva la responsabilidad de los infractores
3. Aprobar los tratados, de conformidad con la Constitución.
4. Aprobar el presupuesto y la cuenta general.
5. Autorizar empréstitos, conforme a la Constitución.
6. Ejercer el derecho de amnistía.
7. Aprobar la demarcación territorial que proponga el Poder Ejecutivo.
8. Prestar consentimiento para el ingreso de tropas extranjeras en el territorio de la República, siempre que no afecte, en forma alguna, la soberanía nacional.
9. Autorizar al Presidente de la República para salir del país.
10. Ejercer las demás atribuciones que le señala la Constitución y las que son propias de la función legislativa.

## Historia
Luego de la proclamación protocolar de la Independencia del Perú en 1821, José de San Martín convocó a elecciones para la conformación de un Congreso Constituyente que sancionara una Carta Política para el país en ciernes. Este congreso constituyente, presidido por Francisco Xavier de Luna Pizarro, redactó la Constitución de 1823 que previó para el naciente Estado Peruano un sistema legislativo de carácter unicameral.
Las diferencias ideológicas —sobre el tipo de régimen republicano o pro-monárquico— entre el Protector y el cuerpo legislativo, motivaron la renuncia y retiro del país de San Martín. La misma suerte corrieron José de La Mar y José de la Riva Agüero.
En 1824, Simón Bolívar llegó al Perú y el Congreso de la República le dio amplio poder. Con Bolívar se estructuró una nueva constitución presidencialista y estableció un Congreso con tres cámaras. La de diputados, como la cámara baja, la de senadores como la cámara alta, y la de tribunos como una suprema cámara. Esta constitución, llamada "vitalicia", no llegó a regir en la práctica política y social, al retirarse el Libertador urgido por asuntos de Nueva Granada.
La constitución de 1828, promulgada por José de la Mar estableció la bicameralidad, la misma que se mantuvo de manera ininterrumpida —salvo por el período de la Confederación Perú Boliviana— en todas las constituciones del Perú hasta el año 1992. Durante esos años, el congreso fue un protagonista de la agitada vida política del Perú. Varias veces su local fue clausurado, sus asambleas disueltas y sus presidentes nombrados como mandatarios del gobierno.
En 1956 se eligió por primera vez a nueve representantes mujeres: Irene Silva de Santolalla, María Mercedes Colina Lozano de Gotuzzo, María Eleonora Silva y Silva, Juana Ubilluz de Palacios, Lola Blanco Montesinos de La Rosa Sánchez, Alicia Blanco Montesinos de Salinas, Manuela C. Billinghurst López, Matilde Pérez Palacio Carranza y Carlota Ramos de Santolaya.
En 1968, el general EP Juan Velasco Alvarado dio un golpe de Estado —alegando la pérdida de la página once del contrato con la IPC— destituyendo al presidente de la república, Fernando Belaúnde Terry, y disolviendo el Congreso de la República, el mismo que no volvió a abrir sus puertas sino hasta 1978. Es en ese año el presidente Francisco Morales Bermúdez, general EP, se ve forzado por las circunstancias sociales y políticas del momento a establecer un mecanismo para que el Perú retorne a un régimen de gobierno elegido, y a una democracia formal.
La Asamblea Constituyente de 1978, liderada por Víctor Raúl Haya de la Torre, estableció una Constitución en el plazo de un año, dando lugar así a la Constitución de 1979. En dicha asamblea, el Partido Aprista y el Partido Popular Cristiano tuvieron las mayorías.
Esa constitución estableció un Congreso Bicameral donde la Cámara de Senadores se elegía por distrito único y la Cámara de Diputados por distrito múltiple (por cada Departamento, hoy Regiones). Este congreso estuvo en funciones hasta abril de 1992, siendo el que rigió durante los gobiernos de Fernando Belaúnde Terry, Alan García Pérez y hasta casi la mitad del primer gobierno de Alberto Fujimori en 1992. Esta vez se adoptó por distrito único hasta 2000 cuando el Congreso propuso cambiar al distrito múltiple.
El 5 de abril de dicho año, Fujimori disolvió el Congreso de la República para neutralizar a sus opositores Partido Aprista Peruano y Frente Democrático. Su disolución se dio en medio de la crisis constitucional de 1992, destituyendo así a Roberto Ramírez del Villar como Presidente de la Cámara de Diputados y a Felipe Osterling Parodi como Presidente del Senado. De este modo, se allanó el camino para que el Congreso aprobara las leyes elaboradas por Alberto Fujimori.
En 1993 se convocó por última vez a una asamblea constituyente (Congreso Constituyente Democrático, CCD), la misma que sancionó la Constitución de 1993 (actualmente vigente). Esta Constitución estableció el modelo vigente del congreso con una sola cámara de ciento veinte congresistas, posteriormente ampliada a ciento treinta. En 1995 la congresista Martha Chávez fue la primera mujer en la historia peruana de ejercer la presidencia del Congreso.
En los últimos cincuenta años, varios presidentes de la República del Perú también fueron parlamentarios electos: Fernando Belaúnde Terry, diputado independiente (1946); Alan García Pérez, diputado aprista (1980), y Valentín Paniagua Corazao, presidente de la Cámara de Diputados y presidente del Congreso.
Durante el 2005 y 2006, se habló muy seguido sobre la posibilidad de restituir la carta magna de 1979. Aunque sin mayor éxito, ya que esta no contemplaba organismos actualmente vigentes como la Oficina Nacional de Procesos Electorales o la Defensoría del Pueblo.
En julio de 2018, como consecuencia del escándalo de corrupción generado por los llamados CNM Audios, el presidente de la república, Martín Vizcarra, propuso realizar diversas reformas constitucionales, una de las cuales tenía por finalidad restaurar el sistema bicameral. El 4 de octubre de 2018, el Congreso aprobó dicho proyecto, estableciendo que el Parlamento Nacional se compondría de una Cámara de Diputados de ciento treinta miembros y una Cámara de Senadores de cincuenta integrantes. Para incorporarse la reforma a la Constitución, la ciudadanía debía ratificarla en referéndum. Sin embargo, al advertir el presidente que el proyecto permitía de manera encubierta la posibilidad de que los parlamentarios pudieran reelegirse, contraviniendo así otra reforma que planteaba la no reelección de congresistas, el presidente pidió a la ciudadanía que rechazara la bicameralidad planteada en tales términos, lo que finalmente ocurrió en el proceso electoral.
El 30 de septiembre de 2019, el presidente de la república, Martín Vizcarra, dispuso la disolución del Congreso de la República al haber considerado que en dicha fecha el Congreso había denegado por segunda vez una cuestión de confianza planteada a nombre del Consejo de Ministros. Para ello, el presidente se amparó en el 134° de la Constitución que le habilita a disolver el Parlamento y convocar a elecciones congresales cuando este le ha negado la confianza a dos Consejos de Ministros. Esta decisión fue cuestionada ante el Tribunal Constitucional a través de una demanda competencial la misma que por mayoría (4 votos contra 3) fue declarada infundada el 14 de enero de 2020, con lo cual se ratificó la constitucionalidad del acto de disolución del parlamento. El 26 de enero de 2020 se llevaron a cabo las elecciones congresales extraordinarias en las que se eligió un nuevo congreso con el deber de completar el periodo del congreso disuelto (periodo parlamentario 2016-2021).
Durante la crisis política iniciada en 2021, una decisión judicial de febrero de 2023 del Tribunal Constitucional, cuyos integrantes son nominados por el Congreso, eliminó la supervisión judicial del poder legislativo. Esta decisión le dio al Congreso el control absoluto del Gobierno de Perú, según La República. En el periodo congresal 2021-2026, se aprobaron varios proyectos legislativos criticados por afectar a las instituciones democráticas.
En el 2025, un informe publicado este martes por la organización internacional Human Rights Watch (HRW) ha encendido las alarmas sobre el rol que el Congreso de la República del Perú estaría jugando en el debilitamiento institucional del país. Según el documento, el Parlamento ha impulsado una serie de reformas legislativas que comprometen seriamente la independencia del sistema judicial y del Ministerio Público, debilitando la lucha contra el crimen organizado.
La denuncia sostiene que estas reformas "buscan desmantelar los mecanismos de control y fiscalización" al reducir la autonomía de fiscales y jueces que investigan casos de corrupción, narcotráfico, minería ilegal y extorsión. HRW advierte que estas acciones no son casuales, sino parte de una estrategia deliberada para proteger intereses políticos y económicos de ciertos sectores con representación en el Congreso.

## Periodos parlamentarios

### Listado
| Congreso | Congreso              | Instalación         | Clausura                 | Constitución         |
| -------- | --------------------- | ------------------- | ------------------------ | -------------------- |
| XXXV     | Congreso de 1995-2000 | 28 de julio de 1995 | 13 de julio de 2000      | Constitución de 1993 |
| XXXVI    | Congreso de 2000-2001 | 28 de julio de 2000 | 15 de junio de 2001      | Constitución de 1993 |
| XXXVII   | Congreso de 2001-2006 | 28 de julio de 2001 | 13 de julio de 2006      | Constitución de 1993 |
| XXXVIII  | Congreso de 2006-2011 | 28 de julio de 2006 | 16 de junio de 2011      | Constitución de 1993 |
| XXXIX    | Congreso de 2011-2016 | 27 de julio de 2011 | 16 de junio de 2016      | Constitución de 1993 |
| XL       | Congreso de 2016-2019 | 27 de julio de 2016 | 30 de septiembre de 2019 | Constitución de 1993 |
| XLI      | Congreso de 2020-2021 | 16 de marzo de 2020 | 16 de julio de 2021      | Constitución de 1993 |
| XLII     | Congreso de 2021-2026 | 27 de julio de 2021 | En funciones             | Constitución de 1993 |

### Constitución de 1979
Bajo la Constitución de 1979, el congreso peruano estuvo estructurado como un sistema bicameral, conformado por una Cámara de Diputados y una Cámara de Senadores. La continuidad de esta estructura fue rota con el Autogolpe de 1992 del entonces presidente Alberto Fujimori que disolvió el Congreso para posteriormente convocar a un Congreso Constituyente que redactó la actual Constitución de 1993 y adoptó el sistema Unicameral. Una vez culminada la redacción del nuevo texto constitucional, este Congreso siguió funcionando hasta 1995 como un congreso ordinario (facultades legislativas).
| Periodo   | Denominación                                                          |
| --------- | --------------------------------------------------------------------- |
| 1980-1985 | Periodo parlamentario 1980-1985 del Congreso de la República del Perú |
| 1985-1990 | Periodo parlamentario 1985-1990 del Congreso de la República del Perú |
| 1990-1992 | Periodo parlamentario 1990-1992 del Congreso de la República del Perú |

### Constitución de 1993
Bajo la actual Constitución de 1993 el Perú adoptó un sistema unicameral. Asimismo, de acuerdo con el Reglamento Interno del Congreso (art. 47.º), un periodo parlamentario tiene una duración ordinaria de cinco años que comprende desde la instalación de un nuevo Congreso elegido por sufragio popular, hasta la instalación del elegido en el siguiente proceso electoral. Asimismo, se establece (art. 48.º) que el período anual de sesiones comprende desde el 27 de julio de un año hasta el 26 de julio del siguiente año.
Cada vez que se elige un nuevo Congreso se forma una Junta Preparatoria, cuyo presidente ordena que se lea el acta del resultado de la votación de congresistas enviada por el Jurado Nacional de Elecciones, las normas reglamentarias pertinentes, el aviso de conformación de la Mesa Directiva de la Junta Preparatoria publicado por la Oficialía Mayor del Congreso y, finalmente, el texto de la citación publicada en el diario oficial, y de inmediato declara instalada y en sesión permanente la Junta Preparatoria del Congreso y presenta la agenda.
La sesión de Junta Preparatoria es continuada hasta que se cumpla con los asuntos de la agenda. Antes solo puede ser suspendida. En primer lugar, se procede a la incorporación formal de los congresistas electos mediante el juramento, y luego en los días sucesivos a la elección de la Mesa Directiva del Congreso. Elegida e incorporada la Mesa Directiva del Congreso e incorporados los demás congresistas, o el número de ellos superior a sesenta incorporados hasta la fecha de la instalación de la Junta, el presidente del Congreso declara constituido el Congreso para el período parlamentario correspondiente y levanta la sesión de Junta Preparatoria, citando a los señores congresistas a la sesión de instalación del Congreso y del período anual de sesiones, para el 27 de julio.
Reunido el Pleno del Congreso el 27 de julio, el presidente procede a la instalación del respectivo período anual de sesiones y del primer período ordinario de sesiones, citando a los congresistas para la sesión solemne de asunción del cargo de presidente de la república a realizarse el día 28 de julio.
| Periodo   | Denominación                                                          |
| --------- | --------------------------------------------------------------------- |
| 1993-1995 | Congreso Constituyente Democrático (CCD)                              |
| 1995-2000 | Periodo parlamentario 1995-2000 del Congreso de la República del Perú |
| 2000-2001 | Periodo parlamentario 2000-2001 del Congreso de la República del Perú |
| 2001-2006 | Periodo parlamentario 2001-2006 del Congreso de la República del Perú |
| 2006-2011 | Periodo parlamentario 2006-2011 del Congreso de la República del Perú |
| 2011-2016 | Periodo parlamentario 2011-2016 del Congreso de la República del Perú |
| 2016-2021 | Periodo parlamentario 2016-2021 del Congreso de la República del Perú |
| 2021-2026 | Periodo parlamentario 2021-2026 del Congreso de la República del Perú |

## Sedes

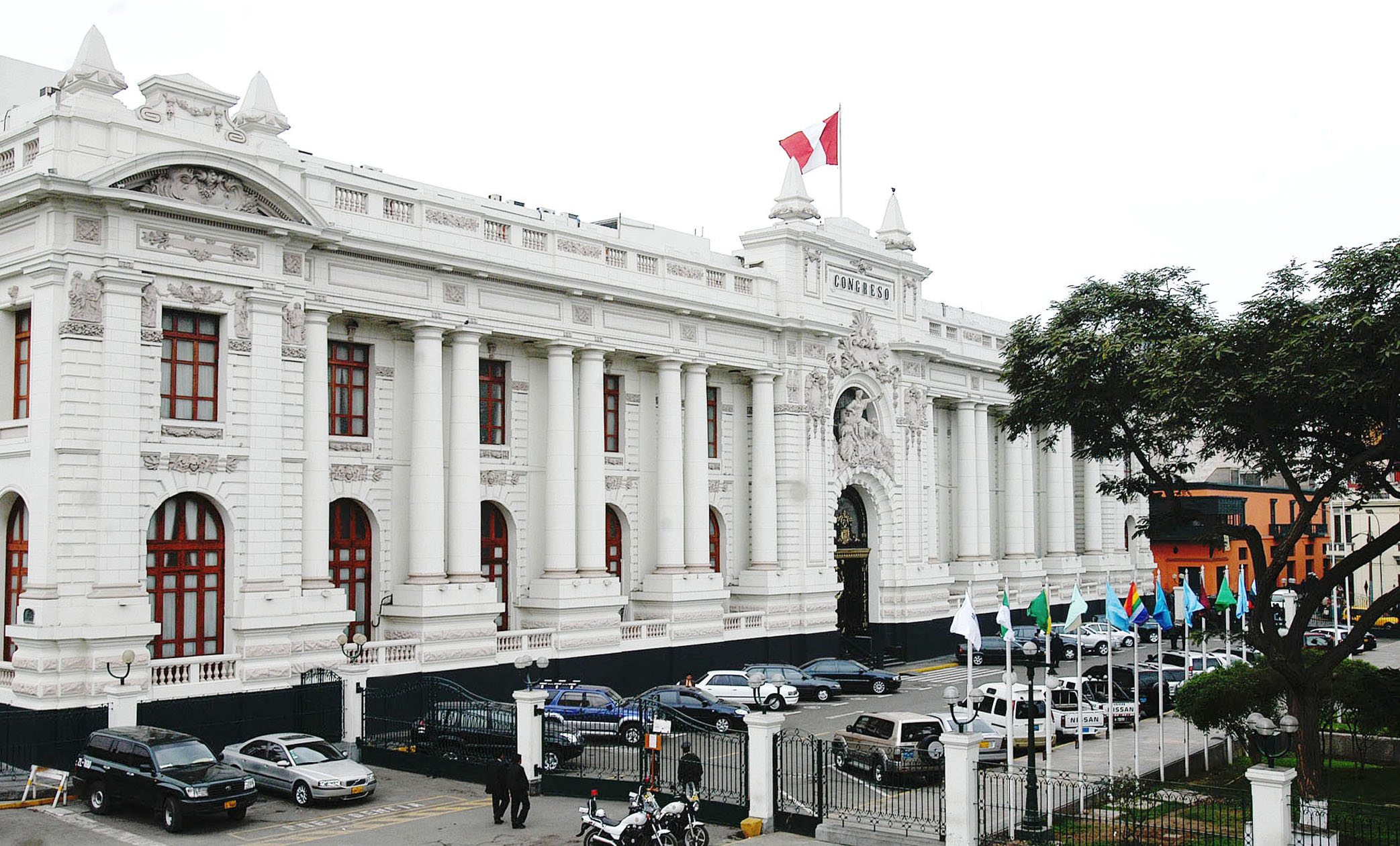
Fachada principal del edificio del Congreso

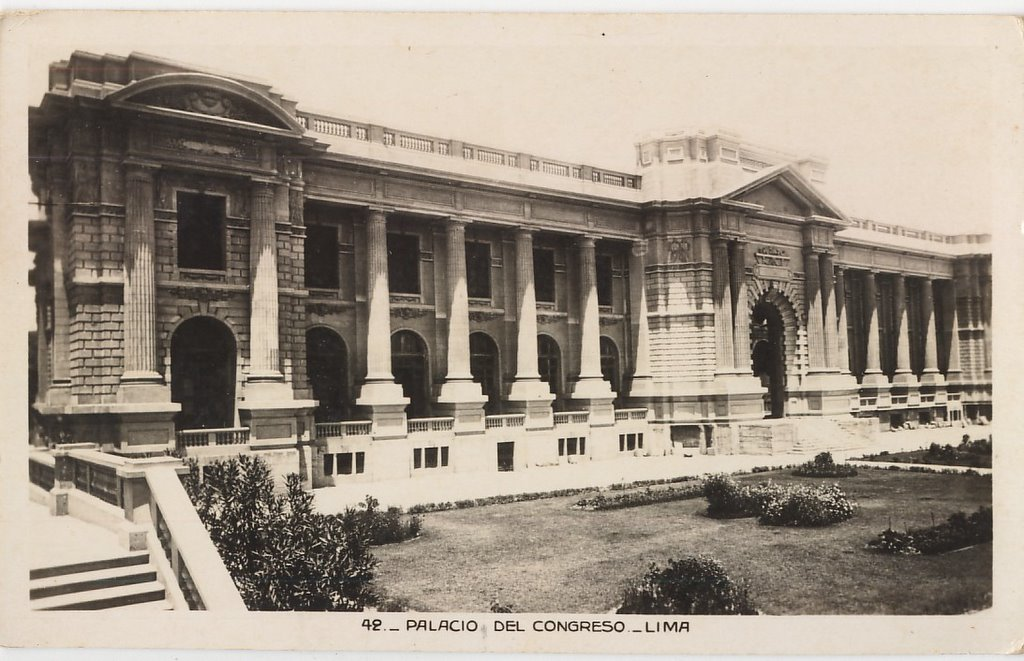
Fachada posterior del edificio

Durante el siglo XIX el parlamento tuvo dos sedes: la Cámara de Diputados celebraba sus sesiones en el antiguo local virreinal de la Universidad de San Marcos, y la Cámara de Senadores en la sede del extinto Tribunal de la Santa Inquisición, ambos en la actual Plaza Bolívar, antes conocida como Plaza de las Tres Virtudes, del Congreso o de la Inquisición. Tras la demolición del antiguo local sanmarquino y la construcción del Palacio Legislativo actual, ambas cámaras del parlamento comienzan a reunirse en dicha sede.
Durante la historia del país, el congreso se convocó en varios lugares e incluso, durante la Guerra con Chile lo hizo de incógnito.
En el siglo XX el Congreso de la República se trasladó a su actual local del Palacio Legislativo del Perú, en el centro de la ciudad de Lima, frente a la Plaza Bolívar, a escasas cinco cuadras al este del Palacio de Gobierno.
Recientemente ha sido inaugurado una nueva sede legislativa con instalaciones ex profeso para cada una de las comisiones de trabajo y otras para el cumplimiento de otras labores del Parlamento. El edificio ha recibido el nombre del líder aprista Víctor Raúl Haya de la Torre.

### Biblioteca
La Biblioteca del Congreso de la República César Vallejo es la biblioteca legislativa nacional que tiene como principal tarea el apoyar la labor de los congresistas y archivar todo el material producido por el Congreso. Su sede se encuentra ubicada en el Edificio Fernando Belaúnde Terry.

## Sesiones
El Congreso realiza dos legislaturas ordinarias. Históricamente, la primera fue del 27 de julio al 15 de diciembre y la segunda del 1 de abril al 31 de mayo. Con la Constitución de 1993 se difuminó el tiempo límite de las legislaturas ni el proceso de sesiones extraordinarias.  Todos los congresistas pueden votar, ya sea presencial o virtualmente, incluso quienes pidieron licencia. El Congreso tiene la opción de continuar legislando desde la Comisión Permanente.

### Salario y bonificaciones
El sueldo básico de un congresista es de S/ 15 600. Además, a 2024, cuentan con una bonificación mensual de S/ 11 000 por concepto de «función congresal» y, además, un bono por semana de representación de S/ 2800.  Es preciso señalar que esta asignación solo es válida durante participaciones esporádicas a cargo de los Grupos Parlamentarios por Región. La percepción indebida de esta asignación sin haber realizado las sesiones de representación correspondientes al departamento se considera un delito.
Los asesores reciben un determinado sueldo de acuerdo al tipo asignado por el representante. Para 2022, corresponde entre S/ 10 000 a S/ 10 924. Para la semana de representación obtienen S/ 200.
En 2008, un congresista peruano habría acumulado en 2006, sin contar con la política de austeridad, lo siguiente: 12 sueldos de 10 300 soles cada uno, dos gratificaciones del mismo importe y dos gratificaciones adicionales por escolaridad y vacaciones. A esto hay que añadir un sueldo por CTS y varios abonos de 16 000 soles en concepto de servicios de despacho (12 por gastos operativos, uno por gastos de instalación y otro por desinstalación), así como 2000 soles por viajes mensuales. Esto equivale a un 1 650 000 soles o medio millón de dólares al año.

### Medios de comunicación
El parlamento cuenta con dos medios de comunicación, una televisiva (desde 2005) y otra radial en línea (desde 2012). Así como cuentas institucionales en diversas redes sociales.

## Propuestas de reforma
Como ya se ha mencionado, el Congreso era hasta 1992 un Parlamento bicameral, época en que gozaba de una baja aprobación popular. Esa fue una de las razones por las que se dio el autogolpe y la subsecuente disolución del Congreso —«hasta la aprobación de una nueva estructura orgánica del Poder Legislativo» (A. Fujimori, 5 de abril de 1992)— autogolpe y disolución que gozaron de un masivo apoyo popular bordeando el 80 % de la población. Sin embargo, a más de trece años de haberse instalado la unicameralidad, la sensación general es que el Parlamento es cada vez más corrupto y sobre todo mediocre: es por lo que distintos analistas, constitucionalistas, y agrupaciones políticas han propuesto diversas reformas para el Parlamento; algunas de las cuales iban a ser discutidas por el Pleno del Congreso en junio de 2008 (finalmente el debate se frustró y fue postergado). Los dos puntos principales a los que dichas propuestas de reforma suelen referirse a la estructura del Poder Legislativo y al modo de elección de sus miembros.
Entre las propuestas más modestas se cuentan la renunciabilidad del cargo para los parlamentarios reelectos -propuesta impulsada por Javier Valle Riestra-, y la vacancia en el cargo para los que falten reiterada e injustificadamente a las sesiones del Pleno -impulsada por el otrora presidente de la Cámara Luis Gonzales Posada-; esto último con el fin de asegurar un amplio quorum para tales sesiones, en donde normalmente apenas si se cumple el reglamentario. Otra propuesta renovadora, planteada por el ex presidente del Parlamento Henry Pease, es sancionar severamente el transfuguismo al interior del hemiciclo.
Un punto que se ha tocado es el voto preferencial en las elecciones congresales: su existencia "focaliza la política en el congresista y no en el partido como actor principal en el juego democrático " (Alberto Adrianzén), y genera graves conflictos y pugnas intestinas que desgarran los partidos políticos y las bancadas congresales. Cada congresista debe pelear su curul con su propio correligionario y cuando llegan al Congreso, el individualismo reina. Sin embargo, para la eliminación de dicho mecanismo -propuesta que ha encontrado eco en las voces de políticos como Felipe Osterling, Susana Villarán y Henry Pease-, se requeriría implementar una verdadera democracia interna en los partidos políticos, para lo que han sido presentados sendos proyectos de reforma ante el Congreso con el fin de que la ONPE organice las elecciones internas y sea el JNE quien administre la justicia electoral en esos casos.

"(El) voto preferencial que pudo haber tenido un sentido democrático en su momento pero que se ha convertido en una competencia salvaje entre candidatos de una misma lista. Si históricamente tuvo sentido para romper el control de los partidos en el orden de las listas para permitir que los ciudadanos tuvieran una palabra, ahora resulta contraproducente.
Muchas de estas decisiones dependen de los tiempos. (...) En Paraguay, (...) (donde un) partido que viene gobernando hace sesenta años –el partido Colorado, creación del dictador Stroessner–, (...) el voto preferencial podría tener muchísimo sentido. El control de la cúpula partidaria es férreo y la democracia interna muy discutible.
El caso paraguayo ilustra bien las diferentes necesidades de reforma política que tienen nuestros países. En el Perú la supresión del voto preferencial es vital; en Paraguay su instauración podría significar un gran cambio. "
Pepi Patrón, docente de la PUCP.

Otro asunto propuesto es la restitución de la bicameralidad, reforma que en el Congreso ha sido impulsada por el Partido Aprista, el Partido Popular Cristiano y Acción Popular, principalmente. En 2003 ya se había acordado en su primer pleno con 74 votos. En 2007 la Constitución del Parlamento acordaron que para el 2011 se restituya a este tipo. La propuesta, sin embargo, no goza de mucha simpatía en la población, principalmente porque se cree que implicaría un mayor presupuesto. A favor de la propuesta se encuentran distintos argumentos, como el que dos cámaras legislativas representarían mejor a la población por su número y su diferencia de naturalezas, y que asimismo ellas viabilizarían leyes mejor analizadas y de mayor calidad jurídica. Muchos juristas coinciden en que si se implementaran ambas cámaras, con claras diferencias en atribuciones y naturaleza -una reflexiva (el Senado) y otra más política (la Diputación), como el hecho de que las iniciativas legislativas se tramiten únicamente en la segunda-, esto sería positivo.

"Lo que hoy tenemos es un congreso unicameral de 120 miembros, que no corresponde a un país como el nuestro. La bicameralidad permite una mejor representación (poblacional, territorial), un mejor control de las leyes a través de la revisión, una mejor elección de altos funcionarios del Estado, entre otras cosas.
En términos comparados, las democracias más estables y modernas son bicamerales. Además del criterio histórico, el tamaño del país ha sido importante. Es por eso que entre los 10 países más poblados del mundo, casi todos son bicamerales, mientras que en la lista de los más pequeños, casi todos son unicamerales.
Los congresos unicamerales --como el nuestro-- se encuentran generalmente en países pequeños (los de Centroamérica, Bhutan, Namibia, etc.), nórdicos de monarquías constitucionales (Suecia, Noruega, Dinamarca, Finlandia), socialistas (China, Cuba), ex socialistas (Georgia, Hungría, Lituania, Albania) o reformados por gobiernos autoritarios (Venezuela con Chávez y Perú, con Fujimori). El resto, salvo excepciones, son bicamerales. "
Fernando Tuesta Soldevilla, ex jefe de la ONPE, director del Instituto de Opinión Pública de la PUCP.

"Luego de más de 11 años de Congreso Unicameral, el cambio más importante que contiene esta propuesta es que se opta por el retorno a la bicameralidad.(...)
Es preciso señalar que el régimen de cámara única conlleva el peligro de la Dictadura o el despotismo de asamblea. Esa es la verdadera razón que justifica Ia existencia del Senado, el cual, de alguna manera equilibre al peso de la Cámara de Diputados.
A manera de parangón podemo sindicar que en el modelo federal de los Estados Unidos, el Senado representa a los Estados, en tanto que la Cámara Baja representa directamente a la población.(...) Pero el Senado no es exclusivo del régimen federal. También existe en el Régimen Unitario por excelencia, que es el de Francia.(...)
En el Perú, salvo la Constitución de 1823, la bolivariana o vitalicia de 1826, la de 1867 y la de Fujimori de 1993, nuestras Constituciones han consagrado uniformemente el régimen bicameral. Si el Senado y la Cámara de Diputados tienen el mismo origen y si desempeñan idéntica función, entonces una cámara no viene a ser sino duplicación de la otra. En el texto constitucional de 1979 se desplegó un gran esfuerzo para que el Senado y la Cámara de Diputados tengan diversa procedencia electoral y para que desempeñen funciones distintas si bien comparten inevitablemente la misión esencial del Congreso, que es la de dar leyes. Esta misma visión es la que recogemos en el presente proyecto(...); posibilitando que la Cámara de Diputados sea eminentemente política y de iniciativa y el Senado se desempeñe propiamente como Cámara de reflexión y revisión. "
EXPOSICIÓN DE MOTIVOS, Proyecto de Ley 00589/2006-CR, Célula Parlamentaria Aprista.

Con respecto al modo de elección de las eventuales cámaras, hay consenso en que la Cámara baja heredaría el modo de elección del actual Congreso; mientras tanto, en el caso del Senado, se han propuesto el distrito electoral único nacional, y la existencia de un número igual de senadores -dos o tres- para cada región del país.
Otro punto importante es la reducción del mandato parlamentario: renovación por tercios del Parlamento unicameral o, ya en la bicameralidad, un Senado elegido cada cinco años y una Diputación que se renueve por mitades cada dos años -un mandato de cuatro años de cada diputado-. Asimismo, se ha propuesto trasladar la simultaneidad de las elecciones presidenciales y congresales, a la segunda vuelta electoral con la finalidad de asegurarle mayoría al nuevo presidente; otros, por el contrario, estarían a favor de desligar completamente la elección presidencial y la congresal.
Otras propuestas son: la incorporación los partidos y movimientos regionales a la política nacional; el financiamiento estatal de los partidos políticos en el Perú; la adopción de la institución del ombuds o "Defensor de la Política" en la Ley de Partidos, para que cautele la ética política y reciba las quejas ciudadanas de quienes son representantes o funcionarios de confianza, la regulación de las bonificaciones junto al salario de los congresistas, etcétera.